# Rotskangoeroes
De rotskangoeroes (Petrogale) vormen een geslacht van kangoeroes dat voorkomt in rotsachtige gebieden in Australië.

## Kenmerken
Het zijn kleine tot middelgrote kangoeroes, vaak met allerlei kleurpatronen, met onder andere lichte strepen op de flanken en de wangen en donkere vlekken achter de armen.

## Leefwijze
Rotskangoeroes zijn voornamelijk 's nachts actief, slapen in rotsspleten of grotten en eten planten. Ze hebben geen speciale paartijd.

## Taxonomie
De taxonomie van de rotskangoeroes is ingewikkeld. De dwergrotskangoeroe (P. concinna) werd vroeger in een apart geslacht Peradorcas geplaatst. Op morfologische gronden zijn de soorten vaak moeilijk te definiëren; de laatste tijd worden vaak chromosomale en genetische verschillen gebruikt om soorten in te delen. De groep (coenensis, godmani, mareeba, sharmani, assimilis, inornata, herberti en penicillata) rotskangoeroes in Oost-Queensland vormt een goed voorbeeld daarvan: deze soorten zijn morfologisch vrijwel identiek, maar verschillen alle in karyotype.

## Soorten
Het geslacht omvat de volgende zeventien soorten:
- brachyotis-groep
  - Petrogale brachyotis – Kortoorrotskangoeroe (noordelijk West-Australië en Noordelijk Territorium)
  - Petrogale burbidgei (Kimberley)
  - Petrogale concinna – Dwergrotskangoeroe (noordelijk West-Australië en Noordelijk Territorium)
  - Petrogale wilkinsi (noordelijk Noordelijk Territorium)
- lateralis/penicillata-groep
  - Petrogale assimilis (Oost-Queensland)
  - Petrogale coenensis (Noordoost-Queensland)
  - Petrogale godmani (Oost-Queensland)
  - Petrogale herberti (Oost-Queensland)
  - Petrogale inornata (Oost-Queensland)
  - Petrogale lateralis – Zwartvoetkangoeroe (westelijk en centraal Australië)
  - Petrogale mareeba (Oost-Australië)
  - Petrogale penicillata – Kwaststaartrotskangoeroe (Zuidoost-Queensland tot West-Victoria)
  - Petrogale purpureicollis (Noordwest-Queensland)
  - Petrogale rothschildi (noordwestelijk West-Australië)
  - Petrogale sharmani (Oost-Queensland)
- xanthopus-groep
  - Petrogale persephone (Oost-Queensland)
  - Petrogale xanthopus – Geelvoetkangoeroe (Zuid-Australië, West-New South Wales en Zuidwest-Queensland)